# Хо Ривер (Северна Каролина)
Хо Ривер (енгл. Haw River) град је у америчкој савезној држави Северна Каролина.

## Демографија
По попису из 2010. године број становника је 2.298, што је 390 (20,4%) становника више него 2000. године.
| Група             | 2000.         | 2010.         |
| Белци             | 1.632 (85,5%) | 1.662 (72,3%) |
| Афроамериканци    | 119 (6,2%)    | 213 (9,3%)    |
| Азијати           | 8 (0,4%)      | 21 (0,9%)     |
| Хиспаноамериканци | 129 (6,8%)    | 369 (16,1%)   |
| Укупно            | 1.908         | 2.298         |